# Список участников The Fall

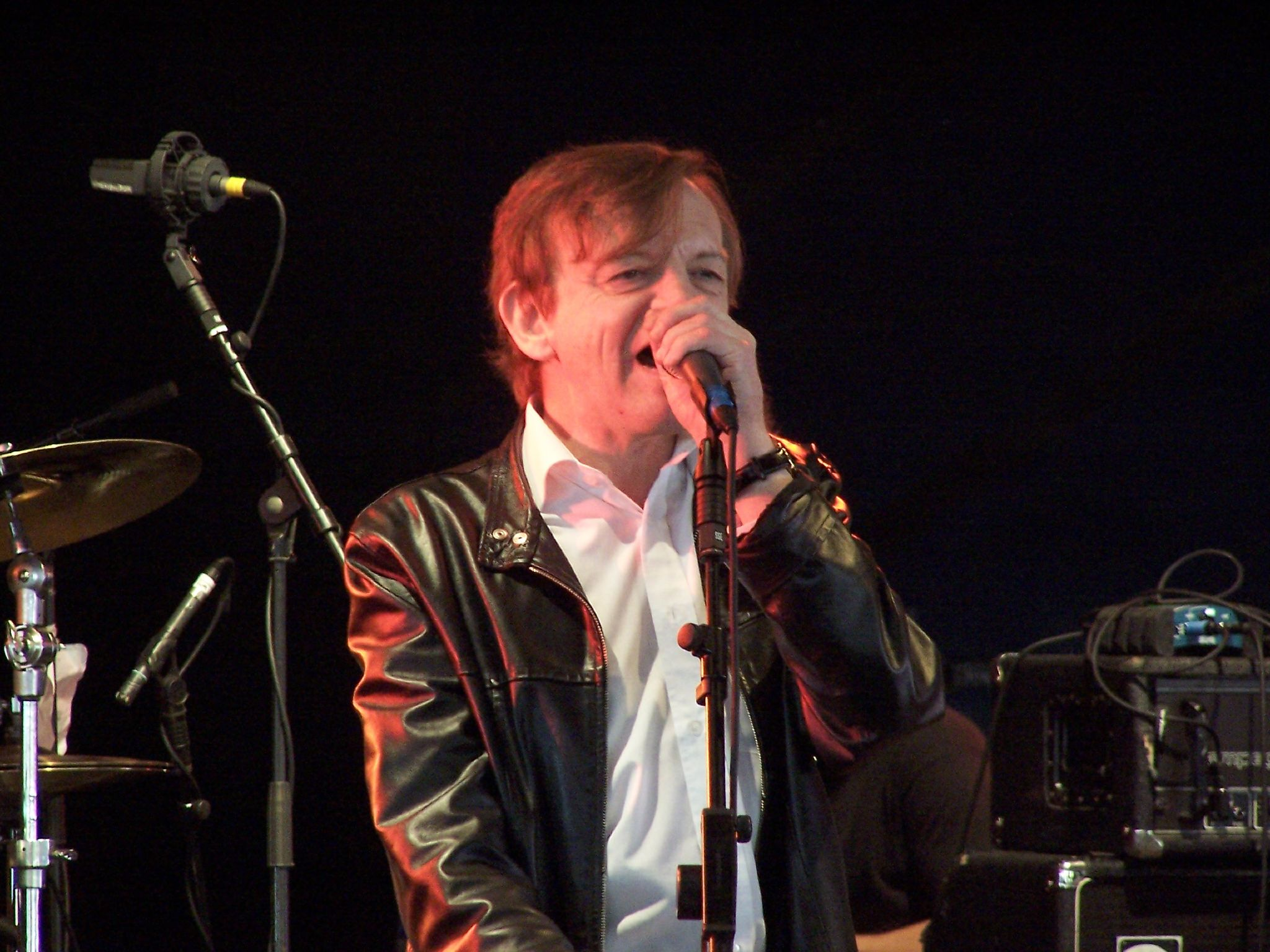
Марк Э. Смит

The Fall — британская рок-группа, образовавшаяся в 1976 году в Манчестере, Англия, и на протяжении всего времени своего существования 57 раз менявшая состав. Единственным постоянным участником коллектива всё это время оставался его основатель, вокалист, фронтмен и автор песен Марк Э. Смит.

## Последний состав
- Марк Смит  — вокал, клавишные, гитара (1976—2018)
- Дэйв Сперр (англ. Dave Spurr) — бас-гитара (август 2006—2018), клавишные(2016—2017) . Участник групп En-tito (из Бери, до Fall) и — в последнее время — MotherJohn. Первоначально был приглашён в состав, чтобы заменить Роба Барбато, когда последний вернулся в Darker My Love, после возвращения последнего стал выступать вторым бас-гитаристом, а после 2007 года стал в составе басистом единственным.

- Пит Гринвэй (англ. Pete Greenway) — гитара (2006-2018), клавишные(2016—2017) . . Первоначально заменял Тима Пресли, когда тот был занят в других проектах. Начиная с июня 2007 года — постоянный участник группы. Основатель и гитарист Das Fringe (ранее — Pubic Fringe), группы, нередко сопровождающей The Fall на гастролях.

- Кирон Меллинг (англ. Keiron Melling) — ударные (2007-2018). Первоначально заменял Орфео Маккорда (хотя иногда выступал и вместе с ним барабанным дуэтом). Дебютировал в студии во время работы над альбомом Imperial Wax Solvent.
- Майк Клэпхэм (англ. Mike Clapham) — клавишные (2017-2018). Принимал участие в последнем туре The Fall.

## Бывшие участники

### Участники оригинального состава. 1977 год
- Мартин Брама (англ. Martin Bramah) — гитара и бэк-вокал (1976 — апрель 1979, июль 1989 — июль 1990).
- Тони Фрил (англ. Tony Friel, род. 4 мая 1958 года в Биркинхеде, Англия) — бас-гитара (1976 — декабрь 1977). Один из основателей The Fall, прежде игравший в группе Nuclear Angel. Принял участие в записи дебютного EP «Bingo Master’s Breakout» и был соавтором двух песен, вошедших в дебютный альбом Live at the Witch Trials[3]. Покинув The Fall, образовал вместе с Диком Уиттсом The Passage. Также записывался как Contact (с Дунканом Престбери). Следующие 20 лет провёл, играя в полупрофессиональных ритм-энд-блюзоовых коллективах. Руководил лейблом Racket Records и был участником Woodband Streetband[2].

- Уна Бейнс (англ. Una Baines) — клавишные (1976—1978).

- Дэйв/Стив (предположительно Омрод) (англ. Dave/Steve Ormrod) — ударные (1977). Никто из участников группы не смог вспомнить фамилии самого первого барабанщика The Fall, уволенного после первого же концерта. Более того, существуют разночтения и относительно его первого имени. Дэйв Буш говорил автору Саймону Форду, что встречал на вечеринке в Манчестере в середине 1990-х годов человека по имени Стив, который утверждал, что был первым барабанщиком The Fall. Если верить Бушу, Стива уже нет в живых; Тони Фрил также утверждал, что Стив (Дэйв), страдавший психическим заболеванием, бросился под поезд. По утверждению Форда, Брама вспоминал, что этот ударник предлагал группе свою песню, «Landslide Victory»: она была отвергнута, поскольку восхваляла партию консерваторов и группе совершенно не подходила.

### Участники составов ## 2 — 57
Список участников The Fall приведён в соответствии с хронологической очередностью прихода их в группу.
- Карл Бёрнс (англ. Karl Burns) — ударные, бас-гитара, гитара (1977—1979, 1981—1985, с перерывами в 1993—1998 годах)

- Марк Райли (англ. Marc Riley) — бас-гитара, гитара, клавишные, вокал (1978—1983).

- Ивонн Поулетт (англ. Yvonne Pawlett, род. 23 мая 1959 года, урожд. Кей Салливан) — клавишные (май 1978 — июль 1979). Заменила Бёрнса, сыграла в Live At The Witch Trials, а также синглах «It’s The New Thing» и «Rowche Rumble». Ушла из группы, чтобы, как она сама сказала, заняться своей собакой. В 1982 году играла в группе The Shy Tots, которая выпустила кассету с тремя песнями, рассылавшуюся по почте обмен на пустую кассету с адресом[2]. Согласно книге Форда, в настоящее время работает в службах, связанных с экологией и сельским хозяйством.

- Кэй Кэрролл (англ. Kay Carroll, род. 27 декабря 1948 года) — вокал, перкуссия (1979 — апрель 1983). Жила в Уэст-Гортон, затем в Ардуике. Была замужем и имела двоих детей, развелась и поступила на курсы медсестёр. Через Уну Бейнс познакомилась с Марком Э. Смитом и стала менеджером The Fall. Принимала участие в записи всех альбомов с Dragnet до Room to Live (включительно), в последнем выступила в качестве сопродюсера. Кей, имевшая близкие отношения со Смитом, ушла из группы после личного разрыва, во время американского турне начала 1983 года. В США она и осталась, сейчас живёт в Портленде, штат Орегон, где работает медицинской сестрой.

- Майк Ли (англ. Mike Leigh) — ударные (январь 1979 — март 1980). Заменил Бёрнса, сыграл в синглах «Rowche Rumble» и «Fiery Jack», а также в альбомах Dragnet и Totale’s Turns (It’s Now or Never). Был тедди-боем. «Парень простой, но хороший — иногда играет стоя… Экс-вышибала: в The Fall просто отбывает срок»[4], — так характеризовался он в одном из пресс-релизов группы. Покинув The Fall, Ли вернулся в кабаре (откуда и пришёл), а в 1982 году перешёл работать в страховую компанию. Позже записал сингл с шотландской группой Twisted Hand[2].

- Стив Хэнли (англ. Steve Hanley) — бас-гитара (1979—1998).

- Крэйг Скэнлон (англ. Craig Scanlon) — гитара (1979—1995).

- Пол Хэнли (англ. Paul Hanley) — ударные, клавишные, гитара (март 1980 — март 1985). Младший брат Стива Хэнли. В состав The Fall вошёл в шестнадцатилетнем возрасте, будучи школьником; на свой первый концерт в Electric Ballroom прибыл прямиком из Манчестера и вышел на сцену в школьной униформе. Большую часть проведённого в группе времени Пол Хэнли был вторым ударником состава. В 1998 году вместе с братом Стивом он играл в Ark (группа выпустила один альбом). Начиная с 2001 года — участник The Lovers, вместе со Стивом Хэнли и вокалистом Томом Хингли (англ. Tom Hingley, экс-Inspiral Carpets).

- Брикс Смит (англ. Brix Smith) — гитара, вокал (1983—1989, 1994—1996).

- Саймон Роджерс (англ. Simon Rogers) — бас-гитара, клавишные, гитара (март 1985 — октябрь 1986; продюсер группы в 1987—1988, 1993 годах). Роджерс, музыкант с классическим образованием, вошёл в 1985 году в разбалансированный, экспериментальный состав The Fall; его

познакомил со Смитом Кларк. Последний хотел записать трек «The Classical» с классическими музыкантами, но оркестр сыграть был не в состоянии композицию, в которой имелся лишь один аккорд. Помог аранжировать его именно Саймон Роджерс, приятель Кларка. Смит давал Роджерсу высочайшую оценку, особенно делая упор на уровне его образованности. 
Саймон — независимый участник: он занят саундтреками и многим другим, но когда он с нами, это стимулирует меня, потому что мне нравится постоянно экспериментировать. Ведь если у тебя познания в музыке на нуле, не всегда можно реализовать то, что в мыслях. А когда работаешь с таким человеком, как он, это получается. Я позволяю ему эту независимость. У Брикс она тоже есть разумеется, но никому больше она не позволена.Марк Э. Смит.
Вскоре Роджерс стал участником The Adult Net, группы Брикс Смит. Он, кроме того, записывался в сборниках серии Ministry of Sound, сотрудничал с Питером Мёрфи, Боем Джорджем и Lightning Seeds. Участник группы Incantation. Записывался соло под псевдонимом Nation 12; его сингл «Brutal Deluxe» позже был использован в звуковой дорожке к компьютерной игре «Speedball 2».
- Саймон Уолстенкрофт (англ. Simon Wolstencroft) — ударные, клавишные, программинг (июнь 1986 — август 1997). Участник The Patrol (группы, которая стала позже The Stone Roses), а также недолго — The Colourfield и Weeds. Некоторое время рассматривал возможность войти в первый состав The Smiths, но Моррисси как фронтмен не произвел на него впечатления[2]. После ухода из The Fall играл с Иэном Брауном, принял участие в записи альбома Golden Greats.

- Марша Скофилд (англ. Marcia Schofield, род. 1962, Флэтбуш, Бруклин) — клавишные (октябрь 1986—июль 1990). Получила классическое музыкальное образование. В Нью-Йорке была завсегдатаем CBGB’s и Max’s Kansas City, играла с Outsets (тогдашней группой Ричарда Хелла), участниками Dead Boys и даже с Игги Попом. Училась в университете, но бросила учёбу, встретив будущего мужа Пола Скофилда, члена Революционной рабочей партии (англ. Workers' Revolutionary Party), который работал до этого в секс-магазине. Фил позже переименовался в Фила Шонфельта и выпустил 12"-сингл «Charlotte’s Room», который Марк Э. Смит выпустил на лейбле Cog Sinister. В 1981 году, уже будучи фанаткой Fall, Марша вошла в состав Khmer Rouge, группы более близкой к Gang of Four, чей драммер оформил несколько обложек The Fall[7]. Марша и Фил, в 1984 году переехавшие в Лондон, здесь познакомились с другой американкой, Брикс Смит. Первым концертом для Марши стало выступление в Ипсвиче, перед которым она с группой ни разу не репетировала. Скофилд приняла участие в записи альбомов The Frenz Experiment, I Am Kurious Oranj, Seminal Live и Extricate, а также Shift-Work (одна песня). Была уволена в 1990 году после австралоазиатского турне, после чего выступала с Blue Orchids. Затем занялась медициной, анестезиологией, живёт в Кембридже, воспитывает маленького ребёнка.

- Дэйв Буш (англ. Dave Bush, род. 4 июня 1959 года, Таплоу, Англия) — программинг, клавишные (август 1991-ноябрь 1995). Изначально — звукоинженер, работавший в числе прочих с Clash, Echo and the Bunnymen и The Teardrop Explodes. Прежде чем войти в состав The Fall, год работал с группой рабочим сцены. Принял участие в записи альбомов Code: Selfish, The Infotainment Scan и Middle Class Revolt. Утверждал, что бы отстранен от дел во время микширования Cerebral Caustic. Перешёл в Elastica, где оставался до самого распада группы.

- Джулия Нейгл (англ. Julia Nagle) — клавишные, гитара, программинг (ноябрь 1995 — август 2001). Уроженка Канады, была участницей St. Winifred’s School Choir (но не принимала участие в записи сингла «Grandma»). Изучала искусство дизайна и играла с панк-группой Blackout. Начала сотрудничество с The Fall в качестве звукоинженера (Bend Sinister) и в те дни пришла к выводу, что это «унылая группа». Вышла в 1987 году за Крис Нейгла. После ухода из The Fall образовала What? Noise. Рассталась с Крисом после перехода в The Thrush Puppies. Был момент, когда у Нейгл возник проект женского состава The Fall, с единственным мужчиной, Марком Смитом. Она приглашала к участию Кейт Темен (ударные) и Карен Литэм (ударные). Проект не реализовался, потому что Темен отказалась от участия после трёх концертов.

- Люси Риммер (англ. Lucy Rimmer) — вокал, клавишные (декабрь 1995 — октябрь 1996). Участвовала в записи The Light User Syndrome, где исполнила партии ведущего вокала в «Birthday» и «The City Never Sleeps», но не представлена на фотографии, на обложке альбома. Некоторое время — подруга Смита, именно она организовала фэн-клуб The Fall. Близко дружит с Кэролайн Смит, сестрой Марка.

- Томми Крукс (англ. Tommy Crooks) — гитара (август 1997 — апрель 1998). Шотландский музыкант и художник. Заменил Скэнлона, сыграл в альбоме Levitate, принял участие в оформлении — как этого альбома, так и сингла «Masquerade». Ушёл из группы вместе с Бёрнсом и Стивом Хэнли после физической стычки со Смитом на сцене в Нью-Йорке в апреле 1998 года. После этого присоединился к группе Ark, но вскоре ушёл и оттуда, вернувшись к занятиям живописью. В последние годы играет в Farmhand, выпустившей «Farmland Quintessence».

- Карен Литэм (англ. Karen Leatham) — бас-гитара (август — декабрь 1998). Пришла в группу по рекомендации Нейгл, которая знала её по участию в манчестерской группе Wonky Alice, и дебютировала на концерте в Манчестерском университете. Приняв участие в записи The Marshall Suite, ушла, чтобы принять участие в реюнионе Wanky Alice.

- Том Хэд (англ. Tom Head, наст. имя — Том Мёрфи, англ. Tom Murphy) — ударные (август 1998 — ноябрь 2000). Музыкант и актёр, принимавший участие в сериалах «Coronation Street» и «The League of Gentlemen». Том Хед, барабанщик, он великолепен. Это старший брат моего хорошего приятеля. Она дал мне прослушать свою плёнку и оказалось это очень в духе Заппы… Он великолепен, потому что играет в точности то, что ты от него хочешь: он играл джаз, кантри-энд-вестерн, способен сыграть что угодно — и именно сыграть. Раньше мне требовались дни, недели, иногда месяцы, пока барабанщик не понимать, что от него нужно. А он производит то, что ты хочешь вот так (щёлкает пальцами).Марк Э. Смит, The Wire, 1999[8]

Хед, сыгравший в альбомах The Marshall Suite и The Unutterable, ушёл из группы, чтобы заняться актёрской карьерой, и был заменён Спенсером Бёртуистлом.
- Невилл Уилдинг (англ. Neville Wilding) — гитара (ноябрь 1998 — февраль 2001). Валлийский музыкант, участник Rockin Gomez, психобилли-группы из Риля. Сыграл в The Marshall Suite и The Unutterable, исполнил партию вокала в песне «Hands Up Billy». Покинул группу после юридического конфликта с записывающим лейблом группы, касавшегося авторских отчислений.

- Адам Хелал (англ. Adam Helal, наст. фамилия — Бромли, наполовину — ливанец) — бас-гитара (декабрь 1998 — февраль 2001). Принял участие в записи альбомов The Marshall Suite and The Unutterable. Ушёл по тем же причинам, что и Уилдинг. Юридический конфликт с группой продолжается по сей день. Сейчас Хелал — участник Galactica.

- Эд Блэйни (англ. Ed Blaney) — менеджмент, гитара, вокал (2000—2001, 2003—2004). Участник Trigger Happy (как и Джим Уоттс с Дэйвом Милнером — именно он привёл их за собой в The Fall). Некоторое время работал гастрольным менеджером The Fall, затем взял на себя функции полноправного менеджера, наконец увлёкся музыкальной стороной предприятия: стал соавтором нескольких песен альбома Are You Are Missing Winner, где исполнил также вокальные партии. Подал в отставку в 2002 году после того, как два запланированных американских тура оказались отменены. В 2003 году вернулся к работе менеджера группы и сыграл на гитаре в последней радиосессии для Джона Пила; выходил на сцену в Нью-Йорке, третьим гитаристом, после чего вновь расстался с ансамблем. В 2008 году провёл со Смитом совместные гастроли; дуэт выпустил два альбома: Smith And Blaney и The Train Part 3. После этого Блэйни вновь стал — и остаётся — менеджером The Fall.

- Спенсер Бёртуистл (англ. Spencer Birtwistle) — ударные (ноябрь 2000 — ноябрь 2001, июль 2004 — май 2006). Основатель группы Laugh (в 1991 году переименовавшейся в Intastella, участник The Bodines, звукоинженер World of Twist (сингл «The Storm»). Заменил Хэда перед началом работы над Are You Are Missing Winner, но оказался уволен к концу года после потасовки со Смитом. В 2003 году записал со Смитом «(Birtwistle’s) Girl In Shop» (Protein Christmas EP), после чего вернулся в состав и в 2004 году принял участие в последней сессии The Fall у Джона Пила. Ушёл в 2006 году после ссоры со Смитом. Работает со Стеллой Грей, вокалисткой Intastella, занявшейся сольной карьерой.

- Бен Причард (англ. Ben Pritchard) — гитара (февраль 2001 — май 2006). Знал Марка Смита с детских лет. Был приглашённым музыкантом в The Unutterable, после чего вошёл в состав полноправным участником, заменив Уилдинга. Сыграл в альбомах Are You Are Missing Winner, The Real New Fall LP и Fall Heads Roll. Покинул состав в ходе турне 2006 года вместе со Стивом Траффордом и Спенсером Бёртуистлом; все трое поняли, что не в состоянии продолжать работу со Смитом.

- Дэйв Милнер (англ. Dave Milner) — ударные, клавишные (ноябрь 2001 — июнь 2004). Участник Trigger Happy. Заменил Бёртуистла перед началом работы над The Real New Fall LP, причём срочно; прошёл лишь 45-минутную репетицию. Вскоре стал жертвой обратной замены.

- Джим Уоттс (англ. Vincent Jarvis Watts, род. 14 февраля 1975 года в Салфорде) — бас-гитара, гитара, клавишные (февраль 2001 — март 2003, июль-декабрь 2004). Участник Trigger Happy и Alfie. Заменил Халала, сыграл на Are You Are Missing Winner и The Real New Fall LP, был уволен после ссоры в 2003 году. Год спустя вернулся в состав и сыграл (на основном инструменте, гитаре) в последней сессии у Джона Пила. Расстался со Смитом после ссоры по поводу авторских. Собрал собственный коллектив UglyRadio, где играет на гитаре, подрабатывает роуди в New Order.

- Элени Поулу (англ. Eleni/Elini/Elena/Elenor Poulou) — клавишные, вокал (2002—2016). Гречанка, учившаяся в Германии, где записывалась, в частности, с группами Zen Faschisten и Shizuo. Вышла замуж за Марка Э. Смита в начале 2001 года и в 2002 году вошла в состав The Fall. Принимала участие в записи всех альбомов группы начиная с The Real New Fall LP и до Wise Ol' Man

- Саймон Арчер (англ. Simon Archer) по прозвищу «Динг» (или «Динго») — бас-гитара, банджо, продюсер (апрель 2003 — апрель 2004). Заменил Джима Уотса но год спустя перешёл в гастрольный состав PJ Harvey — в частности, заметен в её Please Leave Quietly DVD. Принял участие в записи нескольких треков The Fall, в частности, «Theme From Sparta FC #2» и новой версии «Country On The Click». Вернулся в качестве сопродюсера и автора нескольких песен на Fall Heads Roll, работал также звукоинженером группы. Позже гастролировал в составе Фрэнка Блэка. Его новая группа, Bobbie Peru, сопровождала The Fall в их мартовском турне 2008 года. Спродюсировал сингл «Slippy Floor» (2009).

- Стив Траффорд (англ. Steve Trafford) — бас-гитара, гитара (2004—2006). Заменил Арчера, принял участие в записи Fall Heads Roll. Ушел одновременно с Бёртуистлом и Причардом, — и по тем же причинам. В последнее время работал с Полом Хитоном.

- Тим Пресли (англ. Tim Presley) — гитара (май 2006 — июнь 2007); *Роберт Барбато (англ. Robert Barbato) — бас-гитара (май 2006 — июнь 2007). Оба — участники Darker My Love, первоначально были приглашены лейблом Narnack Records, чтобы завершить с The Fall турне 2006 года после того, как группу покинули Причард, Траффорд и Бёртуистл. Оба играли параллельно в двух группах, и приняли участие в записи альбома Reformation Post TLC. Дав с The Fall последний концерт 1 июня 2007 года в Барселоне, оба вернулись в DML.

- Орфео Маккорд (англ. Orpheo McCord) — ударные (май 2006 — июнь 2007). Участник On the Hill, экспериментального дуэта. Был приглашен лейблом Narnack Records, чтобы завершить с The Fall турне 2006 года после того, как группу покинули Причард, Траффорд и Бёртуистл. Принял участие в записи Reformation Post TLC.

### Эпизодические участники
- Джонни Браун (англ. Johnnie Brown) — бас-гитара (январь 1978). Уроженец Ротерхэма, студент художественного колледжа, заменил Тони Фрила и продержался в составе 3 недели. Выступил с The Fall на концерте, показанном по Granada ТV; оформил обложку Bingo Master’s Breakout EP.

- Эрик Макганн (англ. Eric McGann, он же — Rick Goldstraw) — бас-гитара (март — июнь 1978). Заменил Джонни Брауна и тоже продержался в группе недолго. Ушёл из группы в тот день, когда нужно было ехать записывать Peel Session #1. Причиной явилось отвращение к факту использования водителя фургона Стив Дэвиса в качестве перкуссиониста, но более всего, как сам он утверждал (и согласно книге Форда) — к его гавайской майке[2]. После ухода стал участником аккомпанирующего состава Джона Купера Кларка, Curious Yellow. Играл и с The Blue Orchids.

- Стив Дэвис (англ. Steve Davies) — ударные, перкуссия (май 1978, июнь 1980). Сыграл на конгах в самой первой Peel Session (именно в связи с этим обстоятельством группу в тот самый момент покинул Макганн-Голдстроу). Два года спустя заменил всё ещё не вышедшего из школьного возраста барабанщика Пола Хэнли перед началом голландского тура. Для этих гастролей взял взаймы ударную установку, которая была сломана после 11-го концерта. Был участником Mushroom Tango, группы, специализировавшейся на каверах Can. Стал в конечном итоге своего рода авторитетом в области «ручного» драмминга и создал группу обучения мастерству перкуссии и танцев под названием Baba Yaga Global Percussion & Arts Workshops. Участвует также в уличных театральных постановках.

- Дэйв Такер (англ. Dave Tucker) — кларнет (1980—1981). Сыграл на Slates и участвовал в концертных выступлениях группы того времени. Слышен на Perverted By Language DVD — в секции «Live In Leeds». В последнее время стал гитаристом импровизационного толка, выступает с собственной группой The School Of Velocity.

- Ричард Мазда (англ. Richard Mazda) — саксофон (1981—1982). Известный продюсер сыграл в альбоме Hex Enduction Hour и предшествовавшем ему сингле «Lie Dream Of A Casino Soul».

- Артур Кэдмон (англ. Arthur Kadmon) — гитара (1982). До появления в Fall — участник Manufactured Noise, Ludus и The Distractions. Сыграл (в течение 15 секунд) в одной песне альбома Room to Live, где был отмечен ошибочно как «Arthur Cadman».

- Эдриан Ниман (англ. Adrian Niman) — саксофон (1982). Сыграл на заглавном треке альбома Room to Live, был соавтором «Hexen Definitive / Strife Knot» из Perverted By Language.

- Гевин Фрайдей — вокал (1984). Фронтмен Virgin Prunes, был гостем The Fall в студии и принял участие в записи трёх песен 1984 года, которые вошли в CD-версию альбома The Wonderful And Frightening World Of The Fall.

- Крэйг Леон (англ. Craig Leon) — клавишные, вокал (1989—1992). Американский продюсер, сотрудничество с которым началось для Смита в экспериментальной композиции «Mollusc In Tyrol», вошедшей в Seminal Live LP: здесь одна из композиций Леона была использована как бэкинг-трек. Леон, продюсер альбомов Extricate, Shift-work и Code: Selfish, в каждом из них исполнял партии бэк-вокала и клавишных.

- Касселл Уэбб (англ. Cassell Webb) — вокал, клавишные (1990—1992). Жена Леона, давно с ним сотрудничавшая. Принимала участие во всех альбомах, над которыми работал её муж-продюсер, за исключением Seminal Live.

- Майк Эдвардс (англ. Mike Edwards) — гитара (1990). Основатель Jesus Jones, сыграл в «Popcorn Double Feature», песне, вышедшей синглом из Extricate, после чего вернулся в свою группу.

- Шарлотта Билл (англ. Charlotte Bill) — флейта (1990). Записалась в Extricate и провела с группой британское турне в поддержку альбома.

- Кенни Брэди (англ. Kenny Brady) — скрипка, клавишные (июль 1990 — июнь 1991). Принимал участие в записи альбомов Extricate и Shift-Work, выступал с группой на концертах того времени.

- Майк Беннетт (англ. Mike Bennett) — вокал (1994—1996). Продюсер альбомов Cerebral Caustic и The Light User Syndrome, записал дополнительные партии бэк-вокала и нередко выступал с группой на концертах в качестве бэк-вокалиста.

- Эдриан Флэнаган (англ. Adrian Flanagan) — гитара (1996—1997). Сыграл на нескольких концертах, но с группой не записывался.

- Кейр Стюарт (англ. Keir Stewart) — клавишные, Спенсер Смит (англ. Spencer Smith) — гитара (1997). Участники продюсерского дуэта D.O.S.E. Записали с Марком Э. Смитом сингл «Plug Myself In», включённый в альбом Levitate. Оба играли с группой на концертах в 1997, но при этом — никогда не вместе. После того, как Стюарт и Спенсер поссорились со Смитом, альбом был завершён без них. Используя текст Марка Э. Смита, Спенсер и Стюарт записали песню «Inch». Спенсер написал и песню «Spencer Must Die», которая оказалась пророческой: он скончался в 2003 году, на фестивале в Гластонбери[2].

- Энди Хэкетт (англ. Andy Hackett) — гитара (1997). В прошлом — участник кантри-рок-группы The Rockingbirds, принял участие в работе над Levitate, но на сцену в составе группы не выходил. В настоящее время — владелец гитарного магазина на Денмарк-стрит в Лондоне.

- Деймон Гоф (англ. Damon Gough) — гитара (1997). Манчестерский музыкант, более известный как Badly Drawn Boy. Познакомился со Смитом, когда последний по ошибке принял автомобиль Гофа за такси и принял участие в записи одной песни, «Calendar» (би-сайд 1998 года), соавтором которой являлся.

- Кейт Темен (англ. Kate Themen, нередко встречаются дислексические варианты: Methen или Methan) — ударные (апрель — май 1998). Участница группы Polythene, после нью-йоркских событий 1998 года заменила Карла Бёрнса за ударными и провела с группой три концерта. Позже — участница группы Icons Of Poundland.

- Стив Эветс (англ. Steve Evets) — бас-гитара, вокал (2000—2002, эпизодически). Профессиональный актёр, известный, в частности, как исполнитель главной роли в фильме «В поисках Эрика». Друг Марка Э. Смита, неоднократно брал в руки бас-гитару в период «между» Джимом Уоттсом и Саймоном Арчером. Заметен в «A Touch Sensitive» DVD. Возглавляет собственную группу Dr Freaks Padded Cell.

- Брайан Фэннинг (англ. Brian Fanning) — гитара (лето-зима 2001). Сыграл на нескольких концертах и был соавтором «The Acute», песни из альбома Are You Are Missing Winner. Ушёл перед началом американских гастролей.

- Рут Дэниел (англ. Ruth Daniel) — клавишные (2002). Играла с группой в дни записи Blackburn DVD, время от времени меняясь местами с Элени Поулу, которая вскоре стала постоянной участницей группы. Позже — участница группы Earl.

- Дуги Джеймс (англ. Dougie James) — вокал (2004—2006). Соул-исполнитель из Манчестера, друг Марка Э. Смита. Несколько раз выходил с группой на сцену, исполнял «Boxoctosis».